# 東瓦利鎮區 (明尼蘇達州馬歇爾縣)
東瓦利鎮區（英語：East Valley Township）是位於美國明尼蘇達州馬歇爾縣的一個行政鎮區，於1896年設立。

## 地方資料
東瓦利鎮區的面積為90.16平方千米，當中陸地面積為56.86平方千米，而水域面積為33.30平方千米。根據2020年美國人口普查的數據，當地共有人口43人，而人口密度為每平方千米0.48人。